# Urvashi Rautela
Urvashi Rautela (Hindi: उर्वशी रऊतेला, Kordwara, Uttarakhand, 25 de febrero de 1994) es una actriz y modelo india que forma parte de la industria cinematográfica de Bollywood. Participó en el Miss Diva Universe 2015 y representó a India en el certamen Miss Universo 2015.
Hizo su debut en Bollywood con Singh Saab the Great (2013) y apareció en películas como Sanam Re (2016), Great Grand Masti (2016), Hate Story 4 (2018) y Pagalpanti (2019).

## Primeros años y educación
Rautela nació en Haridwar, el 25 de febrero de 1994, como hija de Meera Rautela y Manwar Singh Rautela en una familia Rajput.
Su ciudad natal es Kotdwara. Rautela es alumna de Gargi College, afiliada a la Universidad de Delhi.

## Modelo
Urvashi apareció en anuncios de televisión e impresos, incluidos los cosméticos Lakmé, Ozel Estilo de vida, Gold Bhima, LG y Levi antes de pasar a los concursos. 
En 2009, compitió en el concurso de Realidad Jovencitas Universal, tutelado por Diana Hayden. Fue tercera y segunda respectivamente. En 2011, ganó el concurso «La princesa india» y el título de Señorita Supermodel asiático. Más tarde compitió y ganó el Miss Turismo Queen of the Year título Internacional 2011 en China. Ella es también una bailarina Bharathanatyam y juega baloncesto a nivel nacional.

## Miss Universo
Urvashi participó en el Miss Asia Pacific. Sería la representante de la India en el Miss Universo. Pero en octubre de 2012 fue reemplazada por la primera finalista Singh Shilpa, ya que no cumplía con el requisito de edad mínima de 18 años cumplidos al 1 de febrero del año de la competencia. Ella se quedó corta por apenas 25 días. Sin embargo, los organizadores de 'I am She Miss Universo India', anunciaron que fue destronada debido a los conflictos que pusieron en peligro su participación en el certamen internacional de Miss Universo que tuvo lugar en Las Vegas. El comunicado de prensa enviado por la organización manifestó lo siguiente:
Nos gustaría anunciar la renuncia Urvashi Rautela de su título "Yo soy Ella - Miss Universo India 2012" Shilpa Singh, quien fue coronada "Yo soy Ella - Miss Globe International 2012". Shilpa Singh ahora representará a India en el certamen de Miss Universo que se celebrará en Las Vegas en diciembre. La anteriormente indicada renuncia se debe a los contratos que contradicen a Urvashi como la ganadora y campeona del certamen "Miss Tourism Queen of the Year International", un hecho que desgraciadamente se pasa por alto durante su participación en la I am She 2012. 
Ella ahora se une a una extensa lista de reinas de belleza que han perdido sus títulos en 2012. No obstante, 3 años más tarde vuelve competir por la corona de Miss Universo, pero esta vez a través del concurso Miss Diva 2015, en el cual representó a India en el Miss Universo 2015 en Estados Unidos.